# Gunci
Gunci is een bestuurslaag in het regentschap Aceh Utara van de provincie Atjeh, Indonesië. Gunci telt 2056 inwoners (volkstelling 2010).